# Dichrostachys arborescens
Dichrostachys arborescens là một loài thực vật có hoa trong họ Đậu. Loài này được (Benth.) Villiers miêu tả khoa học đầu tiên.